# Monika Pflug
Monika Pflug (München, 1 maart 1954) is een voormalig Duits langebaanschaatsster.

## Carrière
Monika Pflug was vijfmaal deelneemster op de Olympische Winterspelen. Ze nam deel aan de edities van 1972, 1976, 1980, 1984 en 1988. In 1972 op de Spelen van 1972 in Sapporo werd ze kampioen op de 1000 meter.
Aan de WK sprint nam ze vijftien keer deel. Op het WK sprint van 1972 werd ze wereldkampioene, op de kampioenschappen van 1977, 1974 en 1982 veroverde ze de bronzen medaille.
Monika Pflug nam vijf maal deel aan het WK Allround en behaalde op het kampioenschap van 1973 een zilveren afstandsmedaille op de 1000m. Aan het Europees kampioenschap nam ze zes keer deel, waarbij ze op het EK van 1973 met een vierde plaats in het eindklassement haar beste prestatie noteerde.

## Persoonlijke records
| Afstand    | Tijd    | Datum            | Baan    |
| ---------- | ------- | ---------------- | ------- |
| 500 meter  | 40.53   | 22 februari 1988 | Calgary |
| 1000 meter | 1.23,47 | 30 december 1983 | Inzell  |
| 1500 meter | 2.11,26 | 6 maart 1986     | Inzell  |
| 3000 meter | 4.54,49 | 26 februari 1981 | Inzell  |

## Resultaten
| Jaar | EK Allround | Olympische Spelen           | WK Allround | WK Sprint | WK Junioren |
| ---- | ----------- | --------------------------- | ----------- | --------- | ----------- |
| 1971 | 14e         |                             | 16e         | NS4       |             |
| 1972 | 15e         | 5e 500m · 1000m · 10e 1500m |             | Goud      |             |
| 1973 | 4e          |                             | 6e          | Brons     |             |
| 1974 | 7e          |                             | 7e          | Brons     | 4e          |
| 1975 |             |                             | 16e         | 12e       |             |
| 1976 |             | 12e 500m 5e 1000m           |             |           |             |
| 1977 |             |                             |             |           |             |
| 1978 |             |                             |             |           |             |
| 1979 |             |                             |             | 8e        |             |
| 1980 |             | 25e 500m 21e 1000m          |             | 19e       |             |
| 1981 | 14e         |                             |             | 5e        |             |
| 1982 | 13e         |                             | 14e         | Brons     |             |
| 1983 |             |                             |             | 8e        |             |
| 1984 |             | 7e 500m 8e 1000m            |             | 5e        |             |
| 1985 |             |                             |             | 5e        |             |
| 1986 |             |                             |             | 8e        |             |
| 1987 |             |                             |             | 6e        |             |
| 1988 |             | 7e 500m                     |             | NF3       |             |

NF = niet gefinisht

### Medaillespiegel
| Kampioenschap     | Goud · | Zilver · | Brons · |
| ----------------- | ------ | -------- | ------- |
| Olympische Spelen | 1      | 0        | 0       |
| WK Sprint         | 1      | 0        | 3       |

## Wereldrecords
| Nr. | Afstand        | Tijd    | Datum            | Baan       |
| --- | -------------- | ------- | ---------------- | ---------- |
| 1   | sprintvierkamp | 183,085 | 27 februari 1972 | Eskilstuna |

1960: Klara Goeseva ·
1964: Lidia Skoblikova ·
1968: Carry Geijssen ·
1972: Monika Pflug ·
1976: Tatjana Averina ·
1980: Natalja Petroeseva ·
1984: Karin Enke ·
1988: Christa Rothenburger ·
1992: Bonnie Blair ·
1994: Bonnie Blair ·
1998: Marianne Timmer ·
2002: Christine Witty ·
2006: Marianne Timmer ·
2010: Christine Nesbitt ·
2014: Zhang Hong ·
2018: Jorien ter Mors ·
2022: Miho Takagi
- Gemeinsame Normdatei: 121405157X
- Virtual International Authority File: 589159521631033070007
- WorldCat: E39PBJkdjMWMCMGdXxJqg3RxjC